# Сабо, Сильвия
Сильвия Сабо (венг. Szabó Szilvia; 24 октября 1978, Будапешт) — венгерская гребчиха-байдарочница, выступала за сборную Венгрии в конце 1990-х — середине 2000-х годов. Трижды серебряная призёрка летних Олимпийских игр, тринадцатикратная чемпионка мира, девятикратная чемпионка Европы, победительница многих регат национального и международного значения.

## Биография
Сильвия Сабо родилась 24 октября 1978 года в Будапеште. Активно заниматься греблей начала в раннем детстве, проходила подготовку в спортивном клубе Tiszaújváros Vízisport Egyesület.
Первого серьёзного успеха на взрослом международном уровне добилась в 1997 году, когда попала в основной состав венгерской национальной сборной и побывала на возобновлённом чемпионате Европы в болгарском Пловдиве, откуда привезла награду серебряного достоинства, выигранную в зачёте четырёхместных байдарок на дистанции 500 метров. Кроме того, в этом сезоне выступила не чемпионате мира в канадском Дартмуте, где в той же дисциплине тоже стала серебряной призёркой. Год спустя на домашнем мировом первенстве в Сегеде повторила это достижение, ещё через год на аналогичных соревнованиях в Милане трижды поднималась на пьедестал почёта, в том числе была лучшей в четвёрках на двухстах и пятистах метрах, в также получила бронзу в двойках на пятистах метрах.
Благодаря череде удачных выступлений удостоилась права защищать честь страны на летних Олимпийских играх 2000 года в Сиднее — в итоге завоевала здесь серебряные медали в зачёте двоек и четвёрок на дистанции 500 метров.
Сезон 2001 года оказался одним из самых успешных сезонов в карьере Сабо: в течение нескольких месяцев она стала трёхкратной чемпионкой Европы и трёхкратной чемпионкой мира. Следующий сезон тоже провела с невероятным успехом, на чемпионате мира в испанской Севилье одержала победу во всех четырёх дисциплинах, в которых принимала участие: К-2 500 м, К-2 1000 м, К-4 200 м и К-4 500 м. Не менее успешно стартовала и на домашнем чемпионате Европы в Сегеде, где взяла два золота и два серебра. В 2003 году в американском Гейнсвилле была лучшей в трёх женских дисциплинах, в двойках на пятистах метрах, четвёрках на двухстах и пятистах метрах. Будучи в числе лидеров гребной команды Венгрии, благополучно прошла квалификацию на Олимпийские игры 2004 года в Афинах — в полукилометровой программе четырёхместных байдарок повторила успех четырёхлетней давности, вновь заняла второе место и получила серебряную медаль.
После афинской Олимпиады Сильвия Сабо осталась в основном составе венгерской национальной сборной и продолжила принимать участие в крупнейших международных регатах. Так, в 2005 году она выступила не европейском первенстве в Познани, где взяла золото и серебро, и на мировом первенстве в хорватском Загребе, где выиграла серебряную медаль в одиночках на двухстах метрах, бронзовую медаль в четвёрках на пятистах метрах и золотую медаль в четвёрках на тысяче метрах, став таким образом тринадцатикратной чемпионкой мира. Вскоре по окончании этих соревнований приняла решение завершить карьеру профессиональной спортсменки, уступив место в сборной молодым венгерским гребчихам.